# Leptogaster montana
Leptogaster montana là một loài ruồi trong họ Asilidae. Leptogaster montana được Theodor miêu tả năm 1980. Loài này phân bố ở vùng Cổ Bắc giới và châu Á.